# Andrew Whitworth
Pour les articles homonymes, voir Whitworth.
(en) Statistiques sur pro-football-reference
Andrew James Whitworth, né le 12 décembre 1981 à Monroe en Louisiane, est un joueur américain de football américain qui évoluait au poste d'offensive tackle. Il a évolué pendant 16 saisons dans la NFL; 11 avec les Bengals de Cincinnati et 5 avec les Rams de Los Angeles. Il gagne le Super Bowl LVI lors de sa dernière saison en carrière avec les Rams. Whitworth a été sélectionné 4 fois au Pro Bowl au cours de sa carrière.

## Biographie

### Carrière universitaire
Étudiant à l'Université d'État de Louisiane, il a joué au niveau universitaire pour les Tigers de LSU de 2002 à 2005.

### Carrière professionnelle

#### Bengals de Cincinnati
Il est sélectionné par les Bengals de Cincinnati au deuxième tour de la draft 2006 de la NFL, au 55e rang. Il fait ses débuts dans la NFL le 10 septembre 2006 contre les Chiefs de Kansas City.

#### Rams de Los Angeles
Après avoir passé onze saisons à Cincinnati, il signe un contrat de 3 ans avec les Rams de Los Angeles, le 9 mars 2017,.
En 2021, il est le premier joueur au poste de tackle gauche de l'histoire de la NFL à jouer à l'âge de 40 ans. À la fin de la saison 2021, il est vainqueur du Walter Payton Man of the Year Award. En février 2022, il remporte le Super Bowl 56 avec les Rams de Los Angeles contre les Bengals de Cincinnati.  
Il annonce sa retraite le 15 mars 2022 après avoir joué pendant 16 saisons dans la NFL,. 